# 獣耳

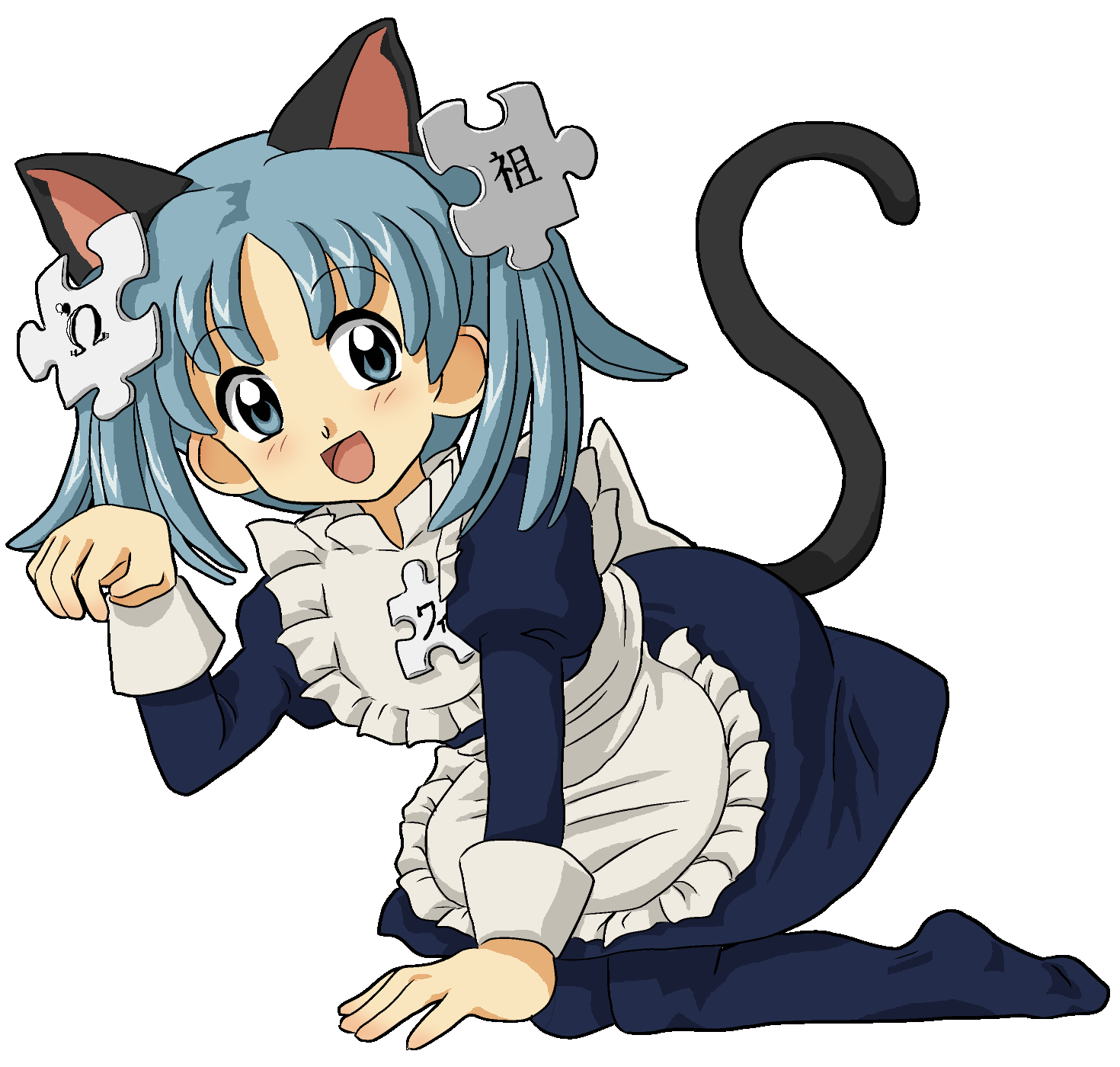
ウィキぺたん

獣耳（けものみみ／けもみみ）とはアニメや漫画などに関する用語で、ヒト以外の動物の耳を着けたヒューマノイドキャラクターの事、あるいは動物の耳そのものを指す。その動物的な部分は耳だけに限らず、尾や手足に及ぶ事が多々あるが、その割合が大きくなり、または性格上の人間的な性質を失っていくと獣耳ではなく、最終的にケモノと呼ばれる類型のキャラクターとして扱われるようになる。
日本の文化で最初に登場する獣耳は1827年初演の歌舞伎『獨道中五十三驛』(四代目 鶴屋南北作)において猫耳の化け猫が描かれたものとされる。
漫画・アニメ等における獣耳の文化の発祥については、1963年のなかよし版「リボンの騎士」で手塚治虫が生み出したとされている。

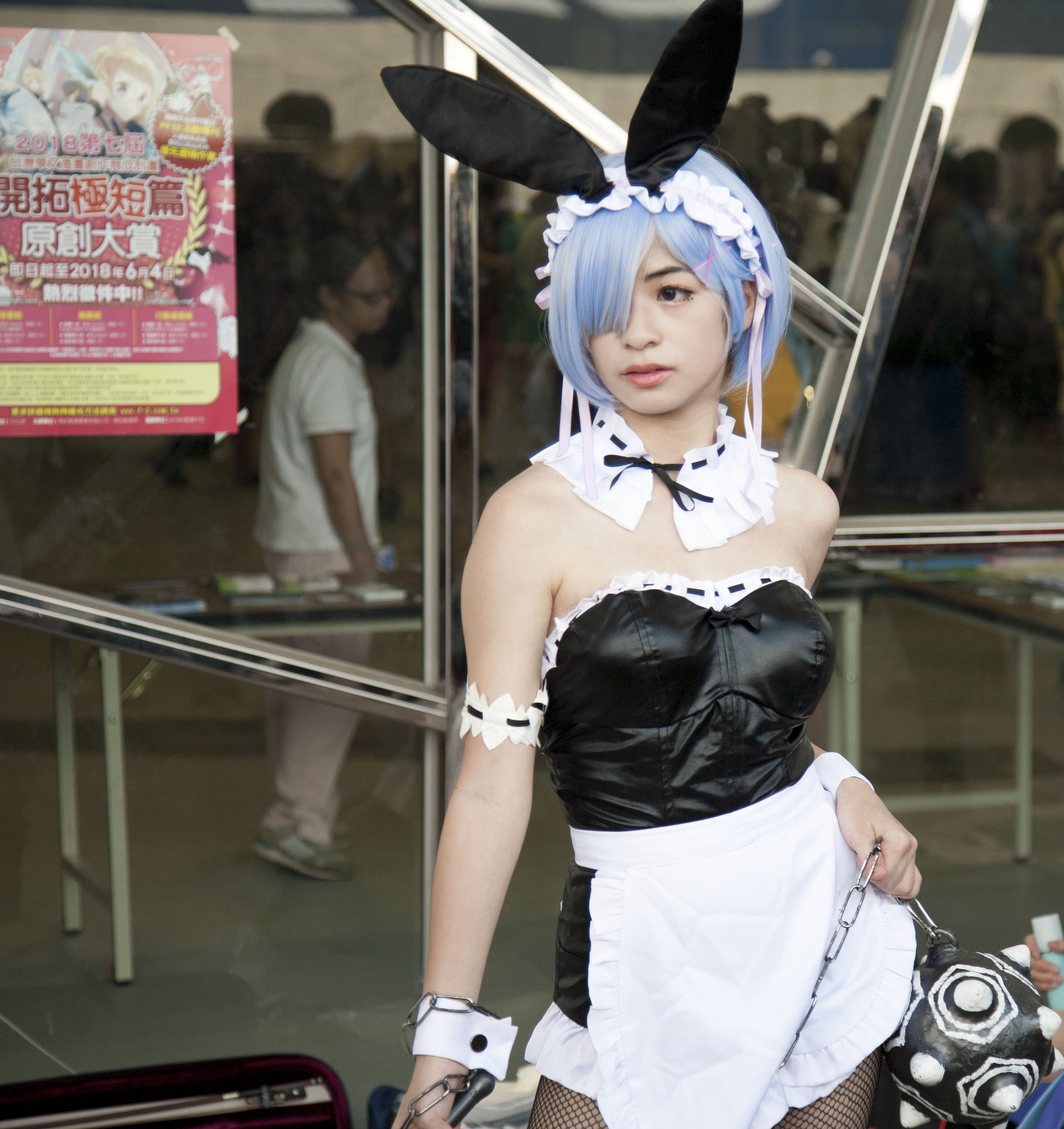
「Re:ゼロから始める異世界生活」レムコスプレイヤー

特に猫の耳のキャラクターは猫耳と称される。

## 主な獣耳

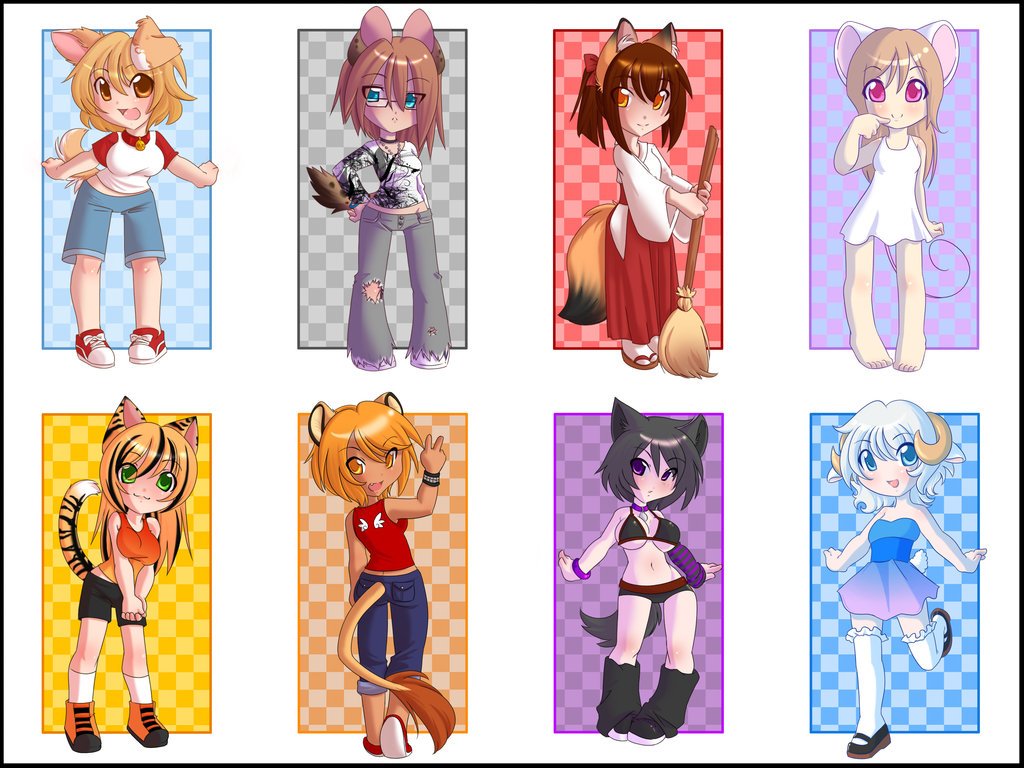
様々な獣耳

ここでは、代表的な獣耳について取り上げる。

### 猫耳
猫の耳を着けたもの。鈴やリボンなどのアクセサリーが装着されることが多く、キャラクターの態度が手や体を舐めるといった猫のような動きを見せたり、語尾にニャーと鳴きながら喋ったりする設定も少数ながら存在し、獣耳属性の人気動物の中では最初にして最大のタイプである。

### 犬耳
犬の耳を着けたもの。猫耳キャラの多さから、猫と並んで都市や家庭で一般的に飼われている犬も、アニメや漫画などの二次元作品では動物化の対象となり、猫耳キャラや他の動物耳キャラと一緒に登場することが多い。 犬の尻尾のほか、首に首輪があることもこの属性の副次的な特徴である。

### 狐耳
狐の耳を着けたもの。狐は世界中でよく知られており、特にキツネの妖精やキツネの神様といった神話では有名で、キャラクター設定に狐耳を使うのは猫耳に次いで多い。このような耳を持つ女性キャラクターの多くは日本の魔女や巫女といった衣装を身にまとい、作品のファンタジー・ジャンルにおいて妖精や神の役割を演じるのが一般的である。

### 狼耳
狼の耳を着けたもの。狼耳は、二次元作品ではあまり一般的な属性ではなく、犬耳と混同されることが多いため、クリエイターによって使用されることは少ない。女性キャラクターの他にも、伝説の生物の一種である狼男から狼の耳は男性の方も多く使用されている。

### ウサギ耳
ウサギの耳を着けたもの。バニーガールに代表され、多くの作品では優しい女性キャラクターがしばしば登場するが、他の獣耳と異なり、人間の耳の位置からでなく頭上から生えている場合が多い。